# 国鉄6400形蒸気機関車

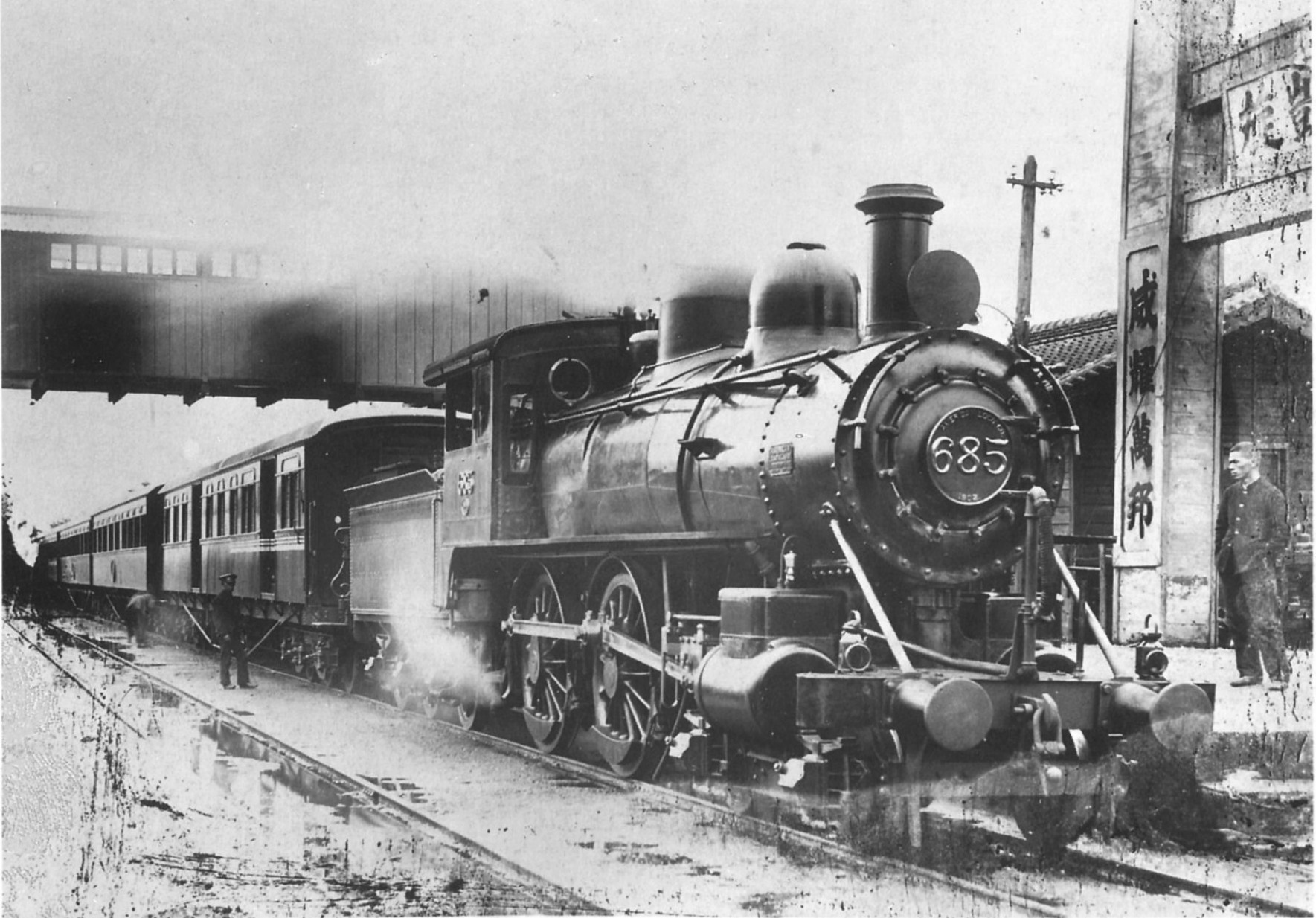
685(後の6425)
日露戦争後の沼津駅での撮影とされる

6400形は、かつて日本国有鉄道の前身である鉄道作業局・鉄道院・鉄道省に在籍したテンダー式蒸気機関車である。

## 概要
1902年（明治35年）に、アメリカのアメリカン・ロコモティブ（アルコ）社スケネクタディ工場(American Locomotive Co. Ltd.,(=Alco) Schenectady Loco. Works)で製造され、官設鉄道が輸入した旅客列車用蒸気機関車で、30両（製造番号26143 - 26172）が製造された。明治時代後期を代表する旅客列車用テンダー式蒸気機関車の一つである。

## 構造

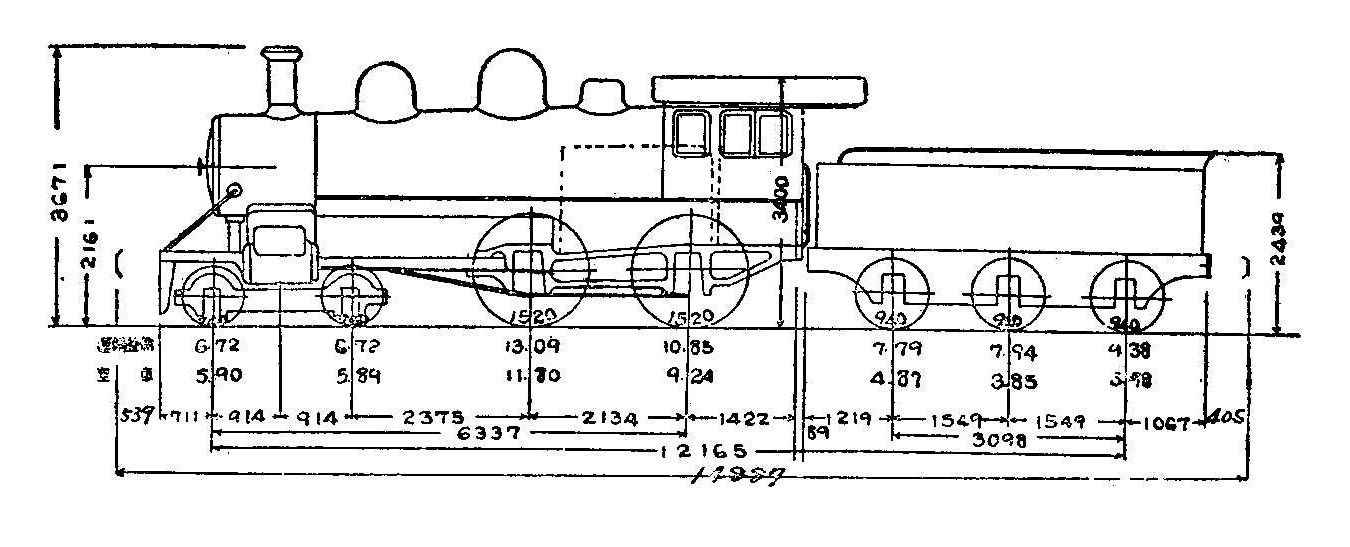
形式図

本形式は、車軸配置4-4-0(2B)で2気筒単式の飽和式旅客列車牽引用テンダー機関車である。6200形系列「ネルソン」の増備として発注されたものであるが、スタイルはほぼ完全なアメリカ型である。これは、入札を行う際に要求性能を満たす限りは、かなりメーカー側の裁量の利く仕様書を示したためと思われる。
設計においては、1897年に当時のスケネクタディ社が製造したD10形（後の5700形）をベースにしたと思われ、動輪直径を1,524mm(5ft)に拡大したためその分、ボイラー中心高さを上げている。細かいところでは、外側軸受けで板台枠式の先台車、3軸固定式台車のテンダーなど、イギリススタイルを採用している部分もある。

## 主要諸元
- 全長：15,062mm
- 全高：3,772mm
- 軌間：1,067mm
- 車軸配置：4-4-0(2B)
- 動輪直径：1524mm(5')
- 弁装置：スチーブンソン式アメリカ形
- シリンダー（直径×行程）：406mm×610mm
- ボイラー圧力：11.3kg/cm2
- 火格子面積：1.49m2
- 全伝熱面積：96.6m2
  - 煙管蒸発伝熱面積：88.3m2
  - 火室蒸発伝熱面積：8.3m2
- ボイラー水容量：4.1m3
- 小煙管（直径×長サ×数）：46mm×3,226mm×196本
- 機関車運転整備重量：37.38t
- 機関車空車重量：32.83t
- 機関車動輪上重量（運転整備時）：23.94t
- 機関車動輪軸重（最大・第1動輪上）：13.09t
- 炭水車運転整備重量：25.11t
- 炭水車空車重量：12.70t
- 水タンク容量：9.1m3
- 燃料積載量：2.84t
- 機関車性能
  - シリンダ引張力：6,280kg
- ブレーキ装置：手ブレーキ、真空ブレーキ

## 運用・経歴
官設鉄道ではD12形（660 - 689）として主に浜松機関庫に配属され、東海道線東部（沼津 - 名古屋間）で最大急行列車の牽引にも使用された。1909年（明治42年）の車両形式称号規程制定時には、6400形（6400 - 6429）に改められている。
大正に入ると京阪神地区に移り、京都 - 姫路間で使用されたが、程なく地方への転属が始まり、参宮線、鹿児島本線、北陸本線、山陰本線などで、小運転や入換用に使用された。
1930年（昭和5年）から1931年（昭和6年）にかけて、全車が廃車解体され、譲渡車、保存車はない。